# Magdalena Bay
Magdalena Bay é um duo americano de pop alternativo de Miami, Florida, baseado em Los Angeles, California. A dupla é formada pelo casal Mica Tenenbaum e Matthew Lewin, que escrevem e produzem juntos. Eles lançaram dois álbuns de estúdio, três EPs, e três mixtapes. As mixtapes são chamadas de Mini Mixes e são compostas por canções curtas acompanhadas de videoclipes caseiros em tela verde. 
A dupla lançou seu primeiro álbum de estúdio, Mercurial World, em 8 de outubro de 2021. Eles se destacaram por seus vídeos informativos no TikTok sobre a indústria musical e seus visuais kitsch e DIY. Seu segundo álbum, Imaginal Disk, foi lançado em 23 de agosto de 2024.

## História
Tenenbaum nasceu em Buenos Aires, Argentina, e imigrou com sua família para os Estados Unidos quando tinha um ano de idade, crescendo em Miami. Lewin nasceu em Miami e é descendente de argentinos por parte de pai. Tanto Tenenbaum quanto Lewin são Judeus. Eles se conheceram originalmente no ensino médio em um programa administrado pela Live! Modern School of Music, onde foram colocados em uma banda cover de rock clássico e mais tarde começaram a escrever suas próprias músicas de rock progressivo como Tabula Rasa. Depois que a banda se separou, eles formaram Magdalena Bay em 2016, durante as férias da faculdade - Tenenbaum na Universidade da Pensilvânia na Filadélfia e Lewin na Northeastern University em Boston - e continuaram a colaborar remotamente. A banda recebeu o nome de um administrador do antigo emprego de Lewin.

## Carreira
Eles citaram Grimes, Chairlift e Charli XCX como influências. A dupla lançou seus dois primeiros EPs, Day/Pop e Night/Pop, em 2019, e assinou com a gravadora independente Luminelle Recordings no final daquele ano. Mais tarde, eles lançaram duas mixtapes e um EP: Mini Mix, Vol. 1 foi lançado em julho de 2019, A Little Rhythm and a Wicked Feeling foi lançado em março de 2020, e Mini Mix, Vol. 2 foi lançado em novembro de 2020.
A dupla lançou seu primeiro álbum de estúdio, Mercurial World, em 8 de outubro de 2021. O lançamento do álbum foi precedido por quatro singles: "Chaeri", "Secrets (Your Fire)", "You Lose! " e "Hysterical Us". Os videoclipes que acompanham os singles do álbum também foram lançados para promovê-lo. Uma versão deluxe de Mercurial World, contendo "secrets" enviados por fãs, remixes e duas novas músicas, foi lançada em 23 de setembro de 2022.
Magdalena Bay se apresentou em vários festivais importantes em apoio a Mercurial World, incluindo Primavera Sound em junho de 2022, Porter Robinson's Second Sky em outubro de 2022, Coachella em abril de 2023 e Lollapalooza em agosto de 2023. Em 13 de abril de 2023, eles lançaram uma terceira mixtape, Mini Mix, Vol. 3.
Em 28 de maio de 2024, Magdalena Bay lançou o single "Death & Romance", seu primeiro lançamento pela Mom + Pop Music, e também anunciou a turnê Imaginal Mystery. Em 10 de julho de 2024, o single e o videoclipe de "Image" foram lançados. Em uma transmissão ao vivo pós-vídeo musical, a dupla anunciou seu segundo álbum de estúdio, Imaginal Disk, que foi lançado em 23 de agosto de 2024. Em 31 de julho de 2024, o terceiro single do álbum, "Tunnel Vision", foi lançado. O single final, "That's My Floor", foi lançado em 21 de agosto de 2024.

## Música
O grupo foi descrito como synthpop. Após o lançamento de Imaginal Disk, Lewin disse: "Acho que o que seria positivo seria se começássemos a ser vistos menos como um grupo pop e mais como um grupo 'alternativo'."

## Discografia

### Álbuns de estúdio
| Título          | Detalhes | Posições nas paradas | Posições nas paradas |
| Título          | Detalhes | US Curr.             | US Heat              |
| --------------- | --- | -------------------- | -------------------- |
| Mercurial World | - Lançamento: 8 de outubro de 2021 - Gravadora: Luminelle, The Orchard - Formatos: LP, CD, cassette, digital download, streaming | 59                   | 18                   |
| Imaginal Disk   | - Lançamento: 23 de agosto de 2024 - Gravadora: Mom + Pop Music - Formatos: LP, CD, streaming                                    | 17                   | 6                    |

### Extended plays
| Título                               | Detalhes |
| ------------------------------------ | --- |
| Day/Pop                              | - Lançamento: 15 de janeiro de 2019 - Gravadora: Self-released - Formatos: Digital download, streaming                               |
| Night/Pop                            | - Lançamento: 17 de janeiro de 2019 - Gravadora: Self-released - Formatos: Digital download, streaming                               |
| Mini Mix, Vol. 1                     | - Lançamento: 19 de julho de 2019 - Gravadora: Luminelle Recordings - Formatos: 10-inch vinyl, cassette, digital download, streaming |
| A Little Rhythm and a Wicked Feeling | - Lançamento: 13 de março de 2020 - Gravadora: Luminelle Recordings - Formatos: Digital download, streaming, vinyl                   |
| Mini Mix, Vol. 2                     | - Lançamento: 20 de novembro de 2020 - GRavadora: Luminelle Recordings - Formatos: 10-inch vinyl, digital download, streaming        |
| Mini Mix, Vol. 3                     | - Lançamento: 13 de abril de 2023 - Gravadora: Luminelle Recordings - Formatos: 10-inch vinyl, digital download, streaming           |

### Singles

#### Como artista principal
| Título                                              | Ano  | Álbum                                |
| --------------------------------------------------- | ---- | ------------------------------------ |
| "Voc Pop"                                           | 2016 | Single sem álbum                     |
| "Head Over Heels"                                   | 2016 | Day/Pop                              |
| "#wastehistime"                                     | 2017 | Day/Pop                              |
| "Neon"                                              | 2017 | Night/Pop                            |
| "Set Me Off"                                        | 2017 | Day/Pop                              |
| "Redbone"                                           | 2017 | Night/Pop                            |
| "Drive Alone"                                       | 2017 | Night/Pop                            |
| "Move Slow"                                         | 2017 | Night/Pop                            |
| "Waking Up"                                         | 2018 | Day/Pop                              |
| "The Girls"                                         | 2018 | Single sem álbum                     |
| "Ghost"                                             | 2018 | Single sem álbum                     |
| "Money Lover"                                       | 2019 | Single sem álbum                     |
| "Only If You Want It"                               | 2019 | Single sem álbum                     |
| "Mine"                                              | 2019 | Mini Mix, Vol. 1                     |
| "Venice"                                            | 2019 | A Little Rhythm and a Wicked Feeling |
| "Good Intentions"                                   | 2019 | A Little Rhythm and a Wicked Feeling |
| "Killshot"                                          | 2019 | A Little Rhythm and a Wicked Feeling |
| "Oh Hell"                                           | 2019 | A Little Rhythm and a Wicked Feeling |
| "How to Get Physical"                               | 2020 | A Little Rhythm and a Wicked Feeling |
| "Airplane"                                          | 2020 | A Little Rhythm and a Wicked Feeling |
| "Story" (Gus Kero Kero Bonito remix)                | 2020 | Single sem álbum                     |
| "Live 4ever"                                        | 2020 | Mini Mix, Vol. 2                     |
| "Woww"                                              | 2020 | Mini Mix, Vol. 2                     |
| "Hideaway"                                          | 2020 | Mini Mix, Vol. 2                     |
| "Sky2Fall"                                          | 2020 | Mini Mix, Vol. 2                     |
| "Killshot" (Slowed + Reverb)                        | 2021 | Single sem álbum                     |
| "Chaeri"                                            | 2021 | Mercurial World                      |
| "Secrets (Your Fire)"                               | 2021 | Mercurial World                      |
| "You Lose!"                                         | 2021 | Mercurial World                      |
| "Hysterical Us"                                     | 2021 | Mercurial World                      |
| "Chaeri" (Danny L Harle remix)                      | 2022 | Mercurial World (Deluxe)             |
| "Shotgun" (Magdalena Bay remix) (with Soccer Mommy) | 2022 | Single sem álbum                     |
| "All You Do"                                        | 2022 | Mercurial World (Deluxe)             |
| "Unconditional"                                     | 2022 | Mercurial World (Deluxe)             |
| "Death & Romance"                                   | 2024 | Imaginal Disk                        |
| "Image"                                             | 2024 | Imaginal Disk                        |
| "Tunnel Vision"                                     | 2024 | Imaginal Disk                        |
| "That's My Floor"                                   | 2024 | Imaginal Disk                        |

#### Como artista apresentado
| Título                                               | Ano  | Álbum                         |
| ---------------------------------------------------- | ---- | ----------------------------- |
| "Power" (Disco Shrine featuring Magdalena Bay)       | 2019 | Xoxo, Disco                   |
| "Superficial Love" (Calica featuring Magdalena Bay)  | 2020 | Single sem álbum              |
| "Push Me Away" (Jordana featuring Magdalena Bay)     | 2021 | Single sem álbum              |
| "Disappearing" (Blu DeTiger featuring Magdalena Bay) | 2024 | All I Ever Want Is Everything |

### Vídeoclipes
Todos os videoclipes lançados através do canal oficial do duo no YouTube.
| Título                                    | Ano  | Diretor                          |
| ----------------------------------------- | ---- | -------------------------------- |
| "Head over Heels" (Tears for Fears cover) | 2016 | Sally Hunter and Mica Tenenbaum  |
| "Neon"                                    | 2017 | Matthew Lewin                    |
| "The Girls"                               | 2018 | Mica Tenenbaum and Matthew Lewin |
| "Ghost"                                   | 2018 | Mica Tenenbaum and Matthew Lewin |
| "Money Lover"                             | 2019 | Mica Tenenbaum and Matthew Lewin |
| "Afternoon in Heaven"                     | 2019 | Mica Tenenbaum and Matthew Lewin |
| "Turning Off the Rain"                    | 2019 | Mica Tenenbaum and Matthew Lewin |
| "El Dorado"                               | 2019 | Mica Tenenbaum and Matthew Lewin |
| "Only If You Want It"                     | 2019 | Mica Tenenbaum and Matthew Lewin |
| "U Wanna Dance?"                          | 2019 | Mica Tenenbaum and Matthew Lewin |
| "Mine"                                    | 2019 | Mica Tenenbaum and Matthew Lewin |
| "Nothing Baby"                            | 2019 | Mica Tenenbaum and Matthew Lewin |
| "NeverEnding Story" (Mini cover)          | 2019 | Mica Tenenbaum and Matthew Lewin |
| "Venice"                                  | 2019 | Pete Ohs                         |
| "Good Intentions"                         | 2019 | Mica Tenenbaum and Matthew Lewin |
| "Killshot"                                | 2019 | Mica Tenenbaum and Matthew Lewin |
| "How to Get Physical"                     | 2020 | Mica Tenenbaum and Matthew Lewin |
| "Live 4ever"                              | 2020 | Mica Tenenbaum and Matthew Lewin |
| "Woww"                                    | 2020 | Mica Tenenbaum and Matthew Lewin |
| "Hideaway"                                | 2020 | Mica Tenenbaum and Matthew Lewin |
| "Sky2Fall"                                | 2020 | Mica Tenenbaum and Matthew Lewin |
| "Body"                                    | 2020 | Mica Tenenbaum and Matthew Lewin |
| "I Don't Want to Cry Anymore"             | 2021 | Mica Tenenbaum and Matthew Lewin |
| "Chaeri"                                  | 2021 | Luke Orlando                     |
| "Secrets (Your Fire)"                     | 2021 | Mica Tenenbaum and Matthew Lewin |
| "You Lose!"                               | 2021 | Mica Tenenbaum and Matthew Lewin |
| "Hysterical Us"                           | 2021 | Ian Clontz                       |
| "Dreamcatching"                           | 2022 | Felix Geen                       |
| "All You Do"                              | 2022 | Luke Orlando                     |
| "Unconditional"                           | 2022 | Mica Tenenbaum and Matthew Lewin |
| "The Beginning"                           | 2022 | Michael Garber                   |
| "Death & Romance"                         | 2024 | Amanda Kramer                    |
| "Image"                                   | 2024 | Amanda Kramer                    |
| "That's My Floor"                         | 2024 | Amanda Kramer                    |

### Discografia de produção
| Título                | Ano  | Artista(s) | Álbum            |
| --------------------- | ---- | ---------- | ---------------- |
| "Running Out of Time" | 2023 | Lil Yachty | Let's Start Here |
| "Wishing On You"      | 2023 | Jihyo      | Zone             |